# Von der Grasmetzen

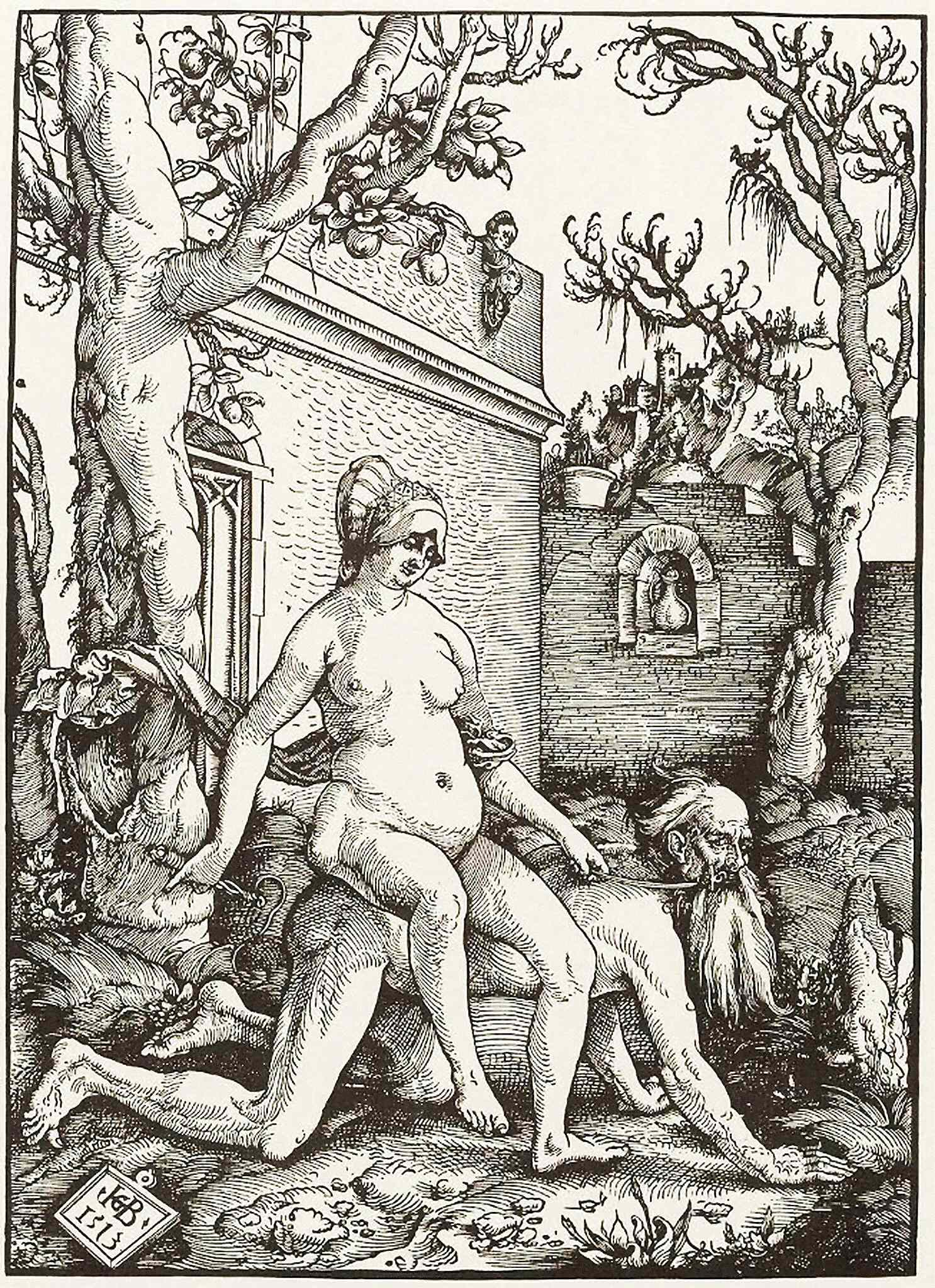
„Knie nieder, ich muss reiten dich!“ – Von der Grasmetzen, Vers 195.

Von der Grasmetzen ist eine Minnerede des schwäbischen Dichters Hermann von Sachsenheim. Das früher oft als anstößig empfundene Dialoggedicht in mittelhochdeutscher Sprache entstand um das Jahr 1450. Das kleine Versepos ist in acht Sammelhandschriften überliefert und in zwei Sammeldrucken des 19. und 20. Jahrhunderts enthalten, eine neuhochdeutsche Übersetzung liegt nicht vor.

## Übersicht
Ein alter Ritter trifft eine einfache Bauernmagd beim Grasschneiden („Grasmetze“) und versucht sie mit höfischem Gefasel zum Sex zu überlisten. Die schlagfertige junge Frau durchschaut sein Süßholzgeraspel und verweigert sich ihm. Nach einem langen und derben Wortgefecht überwältigt der Ritter sein Opfer, aber im entscheidenden Augenblick verlässt den Greis die Kraft, und er erntet Hohn und Spott von der Magd. Zu guter Letzt bekennt der alte „Minner“ vor dem Leser, dass ihn auch dieser Fehlschlag in Zukunft kaum vor seiner Torheit bewahren wird.

## Inhalt

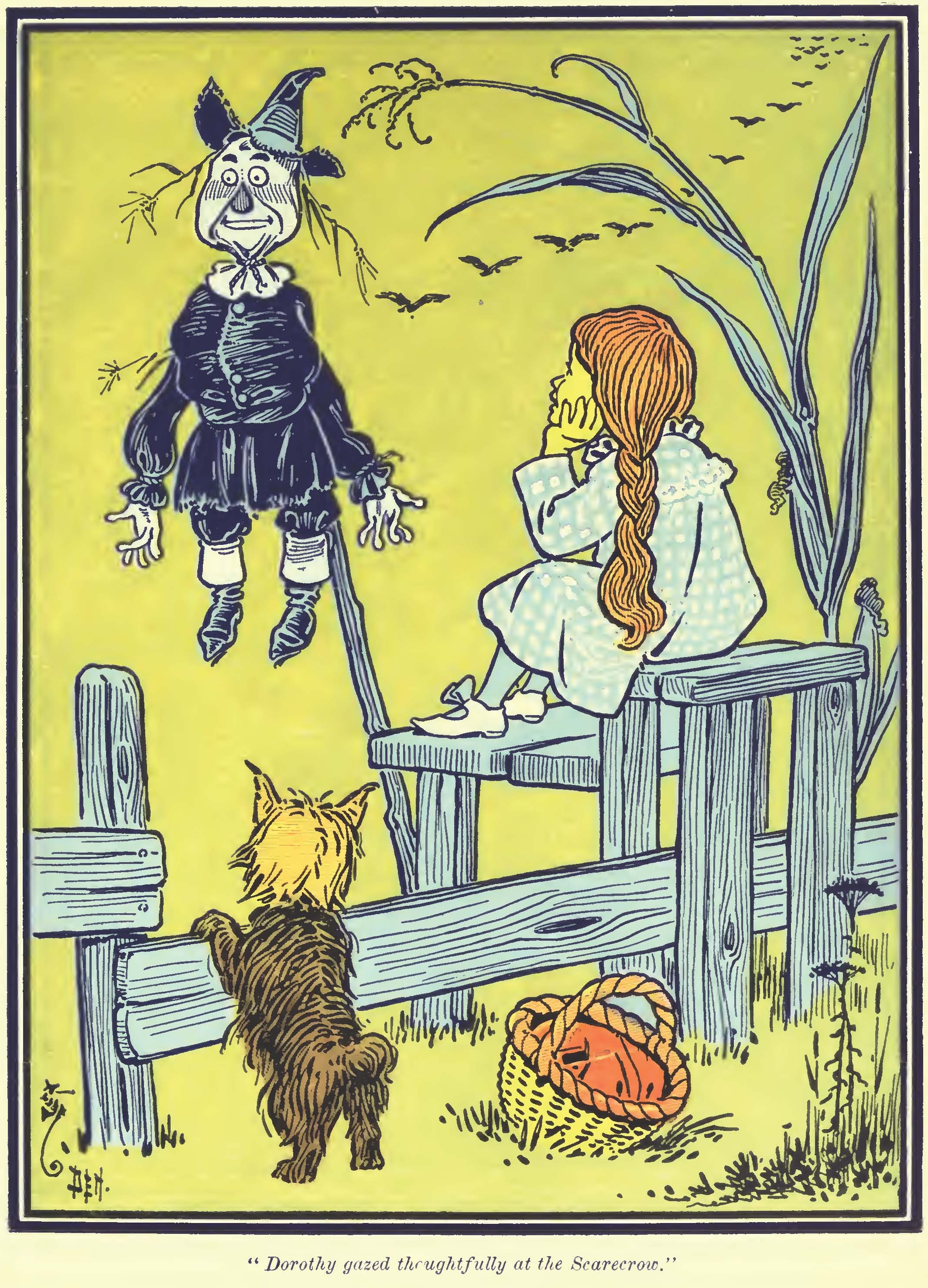
„Keine Vogelscheuche auf dem Feld ward nie so hässlich als du bist“, Vers 76–77.

Hinweis: Zitatübersetzung und Verszählung nach dem mittelhochdeutschen Text in Handschrift B.

### Ein alter Tor
Im Vorspann des Gedichts bezichtigt sich der Ich-Erzähler vor dem Leser offenherzig seiner jugendlichen Torheit. In einer Würfelspiel-Metapher gibt er sich als Spielernatur zu erkennen, doch wenn ihm Fortuna nicht hold ist, „so les' ich lieber in einem Psalter mit einem hübschen Nönnelein“.

### Höfische Werbung
Schon seit einem Jahr hat der alte Ritter ein Auge geworfen auf eine schöne Dirn. Nun ist es Mai, und die Gelegenheit scheint günstig. Er geht „hin zu ihr in den Klee“ und grüßt „die minnigliche Magd“. Mit hochtrabendem höfischem Wortgeklingel bietet er ihr seine Dienste an, denn „du hast so gar nach Wunsch Gestalt“. Sie könne nicht verstehen, wie sie zu dieser Ehre komme, meint sie, er sei ihr völlig unbekannt.
Erst vor kurzem, hilft er ihr auf die Sprünge, in ihrer Base Haus beim Tanz, hätten sie sich getroffen. Jetzt erinnert sie sich, und vor allem, wie schrecklich ihr sein Anblick war: „Ich wähn’, keine Vogelscheuche auf dem Feld ward nie so hässlich als du bist.“
Geschockt beschwört er sie: „Mein Glück und Heil liegt ganz an dir, darum so tue Gnaden mir, tust du das nicht, so bin ich tot!“ Das sei ihr völlig einerlei, erwidert sie, „ich nähm einen Bauern in einer Joppe für dich in einem Samtrock!“ Der alte Ritter in seiner Selbstzufriedenheit fällt aus allen Wolken und denkt bei sich selbst: „Du rechter Holzbock, dass du so wohl gefällst mir und ich dir nicht, das nimmt mich Wunder.“

### Fechtkampf

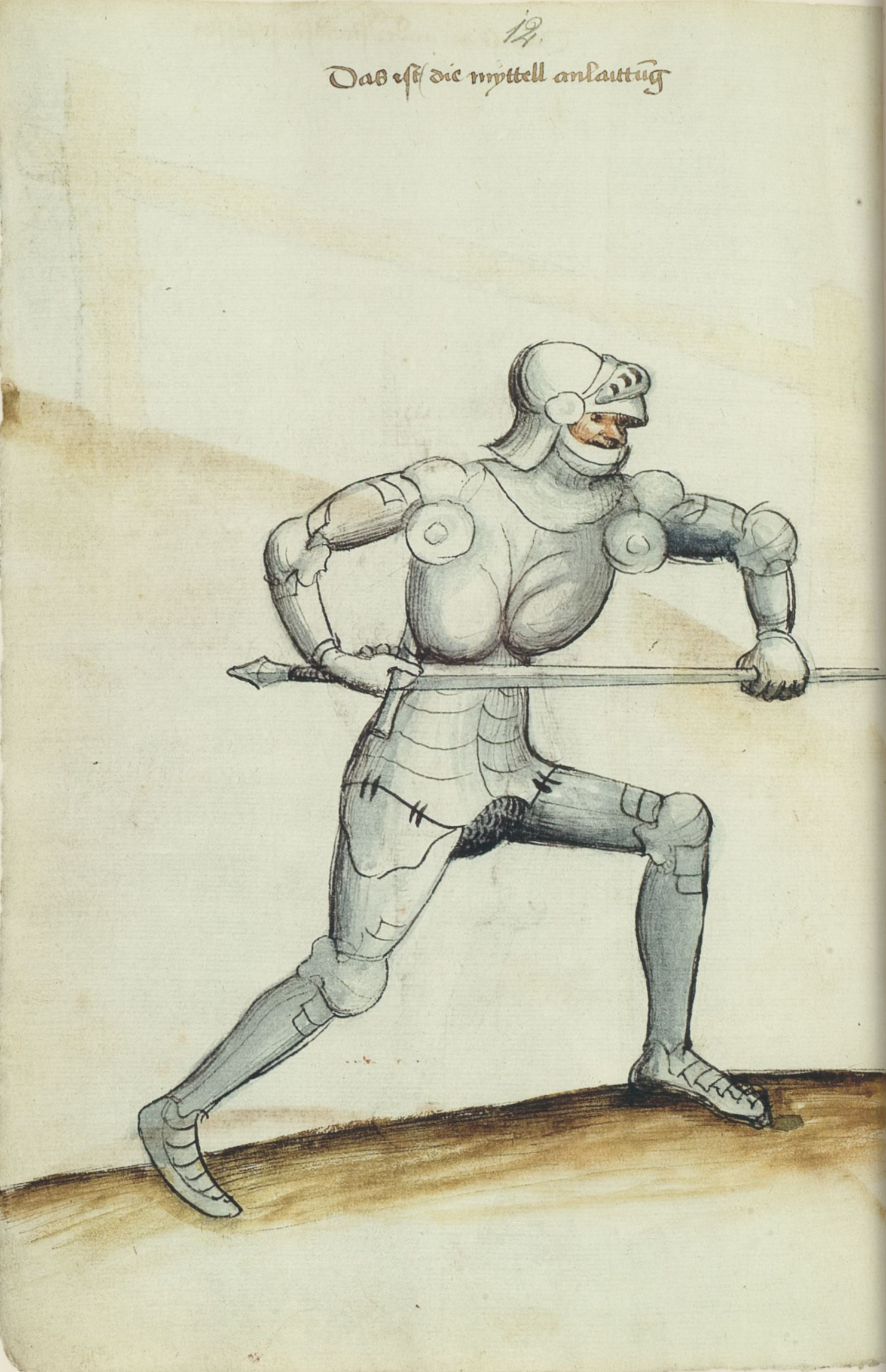
„Ich fürcht’, dein Fechtschwert sei zu krank“, Vers 166.

Nachdem ihn sein höfisches Gehabe nicht zum Ziel bringt, verlegt sich der abgewiesene Kavalier aufs Betteln – so empfindet es die Magd und empfiehlt ihm, sich zu diesem Zweck wie ein Krüppel vor die Kirchentür zu legen, von ihr jedenfalls habe er nichts zu erwarten, „denn hätte ich Pfeffers tausend Malter, ich gäb ein Körnlein nicht um dich!“
Der alte Ritter fleht erneut die Magd um ihre Huld an: „Herz, Sinn und Mut mir je und je nach dir ringt, wo ich auch bin.“ Sie erkundigt sich darauf hinterlistig, ob er mit dem Ringen einen Fechtkampf meine. Die einfache Bauernmagd offenbart sich nun als Kennerin der hohen Fechtkunst und bringt in den verbalen Schlagabtausch eine höhnische Metapher ein, mit der sie dem alten Ritter ihre Zweifel an seiner Manneskraft drastisch vor Augen führt.
Sie müsse sich schon wundern, bemerkt sie, ob denn ein alter Greis wie er das Schwert noch heben kann, und fürchten, sein „Fechtschwert sei zu krank“ und würde brechen, wenn „es am besten sei“. Worauf er beteuert: „Wiewohl ich lang gefochten hab, so ist mein Fechtschwert nicht entzwei.“ Nach ihrer Meinung, kontert sie, wäre es ein wahres Wunder, „wär dir dein Fechtschwert blieben ganz. Du hast gefochten so manchen Kampf, dass es dir billig verschlissen wär. Die sieben Hiebe sind dir zu schwer, vermöchst du drei, das tu mir kund!“
Des Ritters unverschämtes Ansinnen, für Liebesdienste bare Münze springen zu lassen („Mein Hort, ich gäb ein Pfund, dass du weißt recht den Willen mein“), weist die Magd empört zurück: „Das wollen wir gut lassen sein, an der Liebe litt der Kauf“.

### Aristotelesritt
Nach getaner Schnitterarbeit beschwert sich die Grasmetze über ihren müden Rücken, und es entspinnt sich ein lustiges Geplänkel über den Ritt der Magd auf dem alten Ritter nach dem Vorbild von weiland Aristoteles und Phyllis (siehe Titelbild).
| Grasmetze | Was meinst du, ob ich auf dich lade meine Last und schick dich heim zum Haus? |
| Ritter    | Willst du, ich richte deinen Rücken wohl und ziehe dir all dein Müdsein ab. |
| Grasmetze | Knie nieder, ich muss reiten dich! |
| Ritter    | Was du begehrst, das will ich tun. Ich weiß wohl, dass eine Frau den weisen Aristoteles geritten hat. Wohl her, wohl her, willst auf mich sitzen. Ich trab und lauf so wie du willst. |
Des Ritters schwülstige Versicherung, dass er das Bild ihrer schönen Gestalt in seinem Herzen trägt, provoziert die Magd zu einem ihrer vorsätzlichen Missverständnisse. In anzüglichen Worten meldet sie Zweifel an: „Nun bin ich doch kein Maler nicht, wie möcht ich denn mein Angesicht abbilden in dein Herz ohne Pinsel?“ Und zu guter Letzt gibt sie ihrem Reitpferd in spe den Laufpass: „Wohlauf, wohlauf, du alter Sabberer, ich mag nicht reiten graue Pferde!“

### Mönch und Nonne

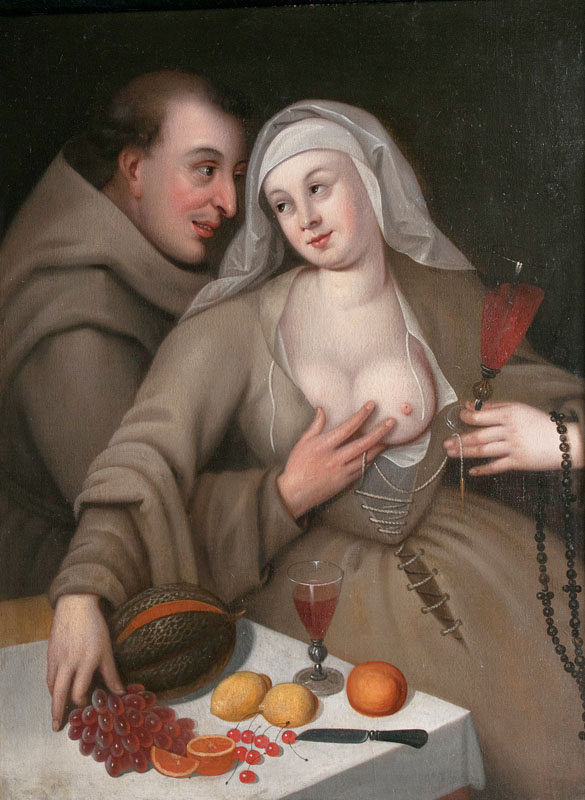
Mönch und Nonne, um 1700.

Da die Magd trotz gutem Zureden dem alten Ritter nicht zu Willen sein will, droht er, sie vor den geistlichen Rat zu zerren. Sie lässt sich nicht einschüchtern, denn ihre Beziehungen zum geistlichen Stand sind auch nicht ohne:
„Ich weiß mir einen mit krausem Haar, der kann die rechten Buchstaben, der kann den Text und auch die Gloss, wär ich eine Nonne im Kloster, ich wollt ihm helfen Metten singen, dass alle Glöcklein müssten klingen und die Ziegel wackeln auf dem Dach.“

### Schimpf und Schande
Nun hat der alte Ritter das erfolglose Getändel satt. Er verkündet der Magd „ich muss versuchen etwas“ und greift ihr „nach einem Brüstlein“. Sie quittiert den Übergriff mit einem deftigen Vergleich: „Es ist nicht gut Rüben graben mit Kappenzipfeln.“ Er gibt ihr scheinbar recht und greift ihr frech nach der Scham. „Sie gumpet sehr und wehrt sich feste mit Fluchen, Schelten, wie sie konnt“, allein, nun dringt er mit der Zunge in sie ein, und sie, bezwungen durch seine rohe Gewalt, fleht ihn an, sie nur ja nicht zu verletzen.
Er wirft sie in den Klee und fällt über sie her, sie wehrt sich verzweifelt und „macht daraus ein groß Geschrei, als ein Dieb in einem Stall“. Er kommt nicht zum Zug und versagt jämmerlich, weil sein „Gerät“ ihm „nicht auf wollt stehen“. Sie beschimpft den Versager nach allen Regeln der Kunst: „Du tust gleich als ein alter Gaul, der grimmt und doch nicht beißen will. Ich bück’ mich schier, hol dir den Blast, der hinten geht von meinen Pfiffen!“
Der alte Ritter schleicht gebeugt von hinnen „als ein Stummer“ und sieht ein: „So schenk ich leider nimmer Wein, er ist geraten mir zu Bier, ich bin ein altes Kameltier.“ Doch alle Selbsterkenntnis fruchtet nicht, und so verkündet er sein Fazit: „Wir alten Minner lassen nicht ab und dienen doch mit kranker Hab!“

## Werk

### Autor

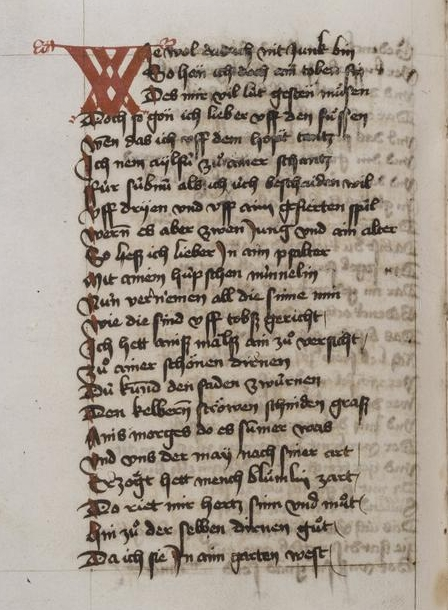
Von der Grasmetzen, 1. Seite (Handschrift B, Seite 138v).

Auf Hermann von Sachsenheim als Autor deuten zwei Zeugnisse:
- Die Handschrift H endet auf Blatt 151r mit sechs Versen, die in den übrigen Ausgaben fehlen und den Text Hermann von Sachsenheim zuweisen: „… Ein Ritter wohlgetan, Herr Hermann von Sachsenheim genannt, tat die Abenteuer uns bekannt …“[4]

- Handschrift D enthält in der von einem Schreiber hinzugefügten Überschrift den Namen des Autors: „Von der Gras Metzen Hermann von Sachsenhayn“.

### Werktitel
Von den 8 überlieferten Handschriften sind 5 mit Werktiteln versehen. In den Handschriften D und H enthalten die Titel den Begriff Grasmetze, der sich auch in dem eingebürgerten Titel „Von der Grasmetzen“ wiederfindet, im Titel von Handschrift G ist der Begriff Grasmetze durch Grasmagd ersetzt (siehe Handschriften). In dem Werk selbst kommt der Begriff Grasmetze oder Grasmagd nicht vor. Wenn der Ich-Erzähler von der Grasmetze spricht, nennt er sie Dirn oder zärtlich Dirnlein, und ihre Antworten auf seine Reden werden meist mit „sie sprach“ eingeleitet.
Eine Grasmetze war eine Grasschnitterin, eine Bauernmagd, die Gras schnitt. Das Wort Metze gehört zu dem Wortfeld Metzger, Messer und Steinmetz, in denen der Begriff des Schneidens mitschwingt. In Wörterbüchern des Mittelhochdeutschen finden sich zu dem Stichwort Metze die Erklärungen „mädchen niedern standes, oft mit dem nebenbegriffe der leichtfertigkeit“ und „ein sehr gewöhnlicher name namentlich für frauenzimmer geringern standes“.
Aus dem Werktitel ließe sich eine Anspielung ableiten auf Gräfin Mechthild von der Pfalz (Metze ist eine Koseform für Mechthild), der Hermann von Sachsenheim vielfältig verbunden war. Umstrittene Berichte über Mechthilds angebliche Sittenlosigkeit könnten die Kopisten der Handschriften zu einem unterschwelligen Fingerzeig auf die kursierenden schlüpfrigen Gerüchte veranlasst haben.

## Rezeption

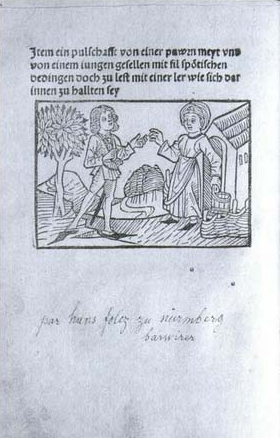
In Anlehnung an den Grasmetzenstoff schuf Hans Folz die Minnerede „Werbung im Stall“, 1479–1453.